# Malcolm Caldwell
James Alexander Malcolm Caldwell (27 de septiembre de 1931 – 23 de diciembre de 1978), de origen británico, fue un académico y escritor marxista prolífico. Fue crítico de la política exterior estadounidense, defensor de los movimientos comunista y socialista asiáticos, y seguidor de los Jemeres Rojos. Caldwell fue asesinado, bajo circunstancias misteriosas, unas horas después de conocer a Pol Pot en Camboya.
Caldwell fue uno de los defensores más acérrimos del régimen de Pol Pot. Con frecuencia intentó restar importancia a los informes sobre ejecuciones masivas perpetradas por los Jemeres Rojos en Camboya, y fue ampliamente criticado por numerosas autoridades por ello.
En diciembre de 1978, Caldwell formó parte, junto con Elizabeth Becker y Richard Dudman, de uno de los pocos grupos de periodistas y escritores occidentales invitados a visitar Camboya desde la toma del poder de los Jemeres Rojos en abril de 1975. Los tres visitantes recibieron un recorrido por el país muy estructurado. «Viajamos en una burbuja», escribió Becker. «Nadie podía hablarme libremente». El 22 de diciembre, Caldwell tuvo una audiencia privada con Pol Pot, el líder de Camboya. Tras la reunión, regresó a la casa de huéspedes en Phnom Penh donde se alojaban los tres en un estado de ánimo que Becker describió como «eufórico». Alrededor de las 23:00 de esa noche, Becker se despertó con el sonido de disparos. Salió de su habitación y vio a un camboyano fuertemente armado que la apuntaba con una pistola. Corrió de vuelta a su habitación y oyó a gente moverse y más disparos. Una hora después, un camboyano llamó a la puerta de su habitación y le dijo que Caldwell había muerto. Ella y Dudman fueron a su habitación. Le habían disparado en el pecho, y el cuerpo de un camboyano también estaba en la habitación, posiblemente el mismo hombre que le había apuntado con la pistola a Becker.
Los motivos del asesinato de Caldwell siguen sin esclarecerse. Andrew Anthony, en The Observer , señala: «Sin duda, debió haber algún tipo de intervención interna, ya que los invitados estaban vigilados. Pero quién dio instrucciones a los guardias y por qué lo hicieron sigue siendo objeto de especulación». El periodista Wilfred Burchett y algunos familiares de Caldwell creen que Caldwell fue asesinado por orden de Pol Pot, posiblemente tras un desacuerdo entre ambos durante su encuentro. Esta creencia también fue compartida por el historiador australiano y amigo de Caldwell, Keith Windschuttle , quien afirmó que Caldwell había sido asesinado a tiros por «dos secuaces de Pol Pot». Los servicios de inteligencia británicos también concluyeron que «Pol había ordenado la muerte de Caldwell». 
Los Jemeres Rojos llevaron a cabo una investigación interna que reveló que uno de los guardias presentes "había mantenido una relación amorosa infeliz" y que había protagonizado una masacre antes de suicidarse. Cuatro de los guardias de la casa de huéspedes fueron arrestados y dos de ellos confesaron bajo tortura en la prisión S-21 de los Jemeres Rojos que los asesinos eran subversivos que intentaban socavar el régimen de los Jemeres Rojos y que Caldwell fue asesinado "para impedir que el Partido consiguiera amigos en el mundo". Uno de ellos también implicó al vice primer ministro y ministro de Defensa Nacional, Son Sen. El propio Pol declaró creer que Dudman era el asesino, acusándolo de ser un agente de la CIA enviado para desacreditar al régimen. Phi Phuon, exasesor de Pol y "Jefe de Seguridad del Ministerio de Asuntos Exteriores", quien presenció las consecuencias del incidente, creía que el presunto asesino "había sido asesinado y alguien había intentado enmascarar su muerte como un suicidio".
El hermano de Caldwell, David, creía que su hermano "había 'descubierto la verdad sobre el régimen de Pol Pot', pero 'no se atrevió a confesárselo ni a Becker ni a Dudman'". Sin embargo, el periodista Andrew Anthony escribió que esto "parece improbable", citando al historiador David P. Chandler, quien conoció al traductor presente en la reunión de Pol y Caldwell, "quien recordó un intercambio muy agradable, llevado a cabo con un espíritu de entusiasta acuerdo".
En su biografía de Pol Pot, el autor Philip Short afirmó que la "explicación más probable, que, perversamente, el régimen se negó a creer debido a su obsesión con los traidores, era que el ataque fue obra de una unidad de comando vietnamita. Nadie más tenía un interés comparable en demostrar la incompetencia de los Jemeres Rojos y nadie más estaba en tan buena posición para hacerlo".
Tres días después del asesinato de Caldwell, los vietnamitas invadieron Camboya y pronto pusieron fin al gobierno de los Jemeres Rojos. Becker advirtió contra la aplicación del "pensamiento racional a la situación", afirmando que el asesinato de Caldwell "no fue menos racional que las decenas de miles de otros asesinatos", y que, en última instancia, su "muerte fue causada por la locura del régimen que admiraba abiertamente".